# Municipio de Huixtla
El municipio de Huixtla es un municipio mexicano que se ubica al sur del estado de Chiapas, su cabecera municipal es del mismo nombre. La ciudad de Huixtla es la decimotercera localidad más poblada del estado. Se ubica en la región Soconusco entre la Sierra Madre de Chiapas  y la Llanura Costera del Pacífico. Limitando al norte con Escuintla y Motozintla, al este con Tuzantán y Huehuetán, al sur con Mazatán y el Océano Pacífico y al oeste con Villa Comaltitlán. Su código postal es 30640.

## Toponimia
Huixtla originalmente "Huiztlán" viene del nahuatl y significa "lugar donde abundan las espinas".

## Geografía

### Extensión territorial
Su superficie equivale al 7.03% de la superficie de la región Soconusco y al 0.50% de la superficie del estado de Chiapas.

### Orografía
Está conformada en un 30% de terreno accidentado, 10% de lomeríos y el 60% restante de su superficie por terrenos planos.

### Hidrografía
El Río Huixtla y arroyos como El Cusco y Cuba.

### Clima
Cálido húmedo con abundantes lluvias en verano, con una temperatura media anual en la cabecera municipal de 27% C y una precipitación media pluvial de 2,500 mm. anuales.

### Vegetación
Su vegetación es de selva mediana, la cual está compuesta por una gran variedad de especies como el coyol, cucunuch, guanacaste, guapinol, morro, palo mulato, quebracho, botoncillo, mangle blanco, cacao y mangle colorado, además de contar con grandes cultivos de caña de azúcar, ubicándose la mayor parte de ella en la parte baja del municipio.

### Fauna
El municipio de Huixtla cuenta con una gran variedad de animales, los cuales se encuentran a lo largo y ancho del municipio entre ellos se encuentran: Caimán, sigüeñón, espátula, garcita verde, gaviota, golondrina, loro, pelícano, tecolotito manglero, mapache, murciélago, jaguar, puerco espín, tepescuincle, boa, iguana de ribera, chachalaca, urraca, liebre, también es posible encontrar animales como tortugas de río, cotorras, loros, mapaches y diversos animales de vida acuática como la mojarra tilapia.

### Zonas naturales
El municipio abarca parte de la Reserva de la Biosfera La Encrucijada, y también se encuentra en el ejido de Santa Rita Coronado un monumento natural que es una roca con 600 metros de diámetro y 120 metros de altura, conocida como la piedra de Huixtla.

### Geomorfología
Constituido geológicamente por terrenos cuaternarios, predominando los tipos de suelos de cambisol, acrisol y solonchak, el uso principal del suelo es agrícola pecuario y selva, correspondiendo el 40% del territorio municipal a terrenos ejidales y el resto son terrenos nacionales y privadas.

### Religión
Católica: 23 791, protestante: 6 442, bíblica no evangélica: 3 647, judaica: 1, otra: 26, sin religión: 8 266. Fuente: INEGI 2000.

### Educación
La educación es un factor principal en el municipio, ya que el índice de analfabetismo en años anteriores había sido muy alto, debido a ello se ha concientizado a la sociedad, y el índice ha ido descendiendo de manera notable, gracias a campañas de educación.
Cuenta con escuelas desde nivel primaria hasta superior.

### Límites municipales
Tiene límites territoriales con los siguientes municipios y/o accidentes geográficos, según su ubicación:

## Demografía
En el censo de 2020 el municipio de Huixtla contaba con 191 localidades.
| Código INEGI      | Localidad           | Población (2020) |
| ----------------- | ------------------- | ---------------- |
| 070400001         | Huixtla             | 32 109           |
| 070400038         | Francisco I. Madero | 1 975            |
| 070400026         | Cantón las Delicias | 1 514            |
| 070400132         | Colonia Obrera      | 1 404            |
| 070400081         | Cantón Rancho Nuevo | 1 334            |
| 070400004         | Aquiles Serdán      | 1 158            |
| 070400073         | Cantón Playa Grande | 1 131            |
| 070400005         | El Arenal           | 1 049            |
| Otras localidades | Otras localidades   | 11 568           |
| Total municipal   | Total municipal     | 53 242           |